# Casa Natura Musical
A Casa Natura Musical é uma casa de eventos brasileira localizada em Pinheiros, São Paulo, com capacidade para 710 pessoas. Foi inaugurada em 11 de maio de 2017 com espetáculos de Lenine, Baby do Brasil e Mart'nália.
A Casa é um equipamento cultural que fomenta experiências, encontros, conexão afetiva, sensorial e coletiva por meio da música. Palco de diferentes ritmos, movimentos e artistas de todo Brasil, a Casa promove através de shows, eventos, mostras de arte digital e conteúdos dos seus canais de comunicação aproximação da comunidade ao processo criativo da cultura brasileira. O espaço, inclusivo e sustentável, fica localizado no bairro de Pinheiros em São Paulo, mas expande suas vivências e incentiva novos territórios musicais descentralizados em seus canais digitais pelo Brasil e pelo mundo.
Os sócios da estabelecimento são Edgard Radesca (Bourbon Street), Paulinho Rosa (Canto da Ema) e Vanessa da Mata. A empresa patrocinadora do projeto junto aos sócios por cinco anos é a Natura, que também da nome ao estabelecimento. Com 1.561 m² de área construída, a Casa possui três pavimentos que se distribuem em um terreno quase triangular. O projeto arquitetônico foi desenvolvido pelo estúdio de arquitetura Triptyque Architecture.
A Casa Natura Musical foi eleita pelo Estadão como a melhor casa de shows da capital paulista de 2018 e pelo Portal UOL como o melhor espaço para shows da cidade, também em 2018.